# Nyáry Jenő
Nyáregyházi báró Nyáry Jenő (Bagonya, 1836. február 29. – Piliny, 1914. június 29.) ősrégész, barlangkutató. Császári és királyi kamarás, miniszteri osztálytanácsos, több hazai és külföldi kitüntetés birtokosa, különböző tudományos társaságok elnöke, vezetőségi tagja, a Magyarhoni Földtani Társulat Barlangkutató Bizottságának tiszteleti tagja. Nyáregyházi báró Nyáry Antal és felsőkubini és nagyolaszi Kubinyi Jozefa fia, Nyáry Albert öccse. Fiát szintén Nyáry Albertnek hívták, ő festő, író és régész volt.

## Életpályája
Pesten bölcseletet és jogot tanult. Figyelme nagybátyja, Kubinyi Ferenc hatására a régészet felé fordult. 1861-től a főrendiház tagja, 1874-től jegyzője volt. 1864. április 24-én királyi kamarássá nevezték ki. 1867-ben a koronázás alkalmával arany sarkantyús vitézzé avatták. Több külföldi érdemrenddel is kitüntették; többek közt a török Oszmánié- és Medsine-rendek középkeresztjével, a portugál Krisztus-rend csillagos középkeresztjével. A belga Lipót-rend, az olasz Szent Móric- és Lázár-rendek, s a brazíliai Rózsarend lovagja volt. Az Országos Régészeti és Embertani Társaság másodelnöke; a hunyadvármegyei hasonló egyesület alelnöke, a Magyar Történelmi Társaság, a Budapesti Heraldikai és Geneologiai Társaság, a Gömörvármegyei Múzeum-Egyesület, a békésvármegyei, Tiszafüred-vidéki és felső-magyarországi régészeti társaságok igazgató-választmányi tagja. Az MTA-nak 1883-tól levelező, 1889-től tiszteleti tagja. Szoros barátság fűzte Rómer Flórishoz, aki gyakran meglátogatta őt és több közös ásatást is végeztek. Nyári Jenő a pilinyi birtokán és környékén kutatott, ahol a Les-hegyen honfoglalás kori sírokat, a Vár-hegyen pedig gazdag bronzkori leletanyagot talált. Bejárta Felső-Magyarországot, és több helyen, így Domaházán, Sőregen, Lapujtőn, Szihalmon, Dolányban és Dobfeneken ásatott.

## Barlangkutatásai
Azon a véleményen volt, hogy az emberiség őstörténetét a folyók mentén elterülő völgyek és a barlangok felkutatása alapján lehet csak megírni. Ezért három alkalommal 1876–1877-ben ásatást végzett a Baradla-barlangban. 1876. augusztus 23-án érkezett a helyszínre és 60 munkás segítségével a Csontház felásását három napig végezték. Az ásatás eredményeiről, igen gazdag leletanyagáról Nyáry a Budapesten megrendezett VIII. Embertani és Ősrégészeti Kongresszuson nagy érdeklődést keltő beszámolót tartott és jelentése írásban is megjelent.
Még az év szeptember második felében Péchy Jenővel újabb három napot töltött a Csontház további kutatásán, valamint a Nagy Pitvar felásását végeztette. 30–40 munkás segítségével napi 14 órát dolgoztak és a munka igen eredményesen zárult.
A feldolgozás során felmerült problémák megoldására 1877. augusztus 16-án ismét a Baradlában kutatott az első ásatás tagjaival. Először a bejárat előtti szabad teret ásták meg, majd amíg Nyáry a Temetkezési-folyosó felmérésével foglalatoskodott, kísérői a környék régészeti szempontból érdekes üregeit tanulmányozták. Végül a Denevér-ág bejárását végezték el.
A három ásatás leletanyagának feldolgozását a kor legjelesebb hazai és külföldi szakemberei végezték el. A feltárásról készült 179 oldal terjedelmű, 335 lelet rajzát tartalmazó munkája 1881-ben jelent meg nyomtatásban, amelyet 7 barlangrészletet ábrázoló fametszet egészít ki. A munka címe Az aggteleki barlang mint őskori temető volt. A könyv végén a barlang alaprajza, hosszmetszetei és a barlang bejáratának képe található, ez a Vass Imre-féle térkép Proché Ede által kiegészített változata. A könyv jelentőségét mutatja, hogy Kossuth Lajos tanulmányban (amely könyv formájában is megjelent) elemezte a Nyáry által leírtakat.
Az óbarsi barlangokat is átkutatta. A Magyarhoni Földtani Társulat Barlangkutató Bizottság 1910. november 15-én tiszteleti tagjává választotta.

## Művei
- Az aggteleki barlang mint őskori temető. Magyar Tudományos Akadémia, Budapest, 1881